# Pelocoris femoratus
Pelocoris femoratus är en insektsart som först beskrevs av den franska naturvetaren Ambroise Marie François Joseph Palisot de Beauvois 1820. Arten ingår i släktet Pelocoris och familjen vattenbin.

## Underarter
Arten delas in i följande underarter:
- P. f. balius
- P. f. femoratus